# Salamina
Salamina (em grego:  Σαλαμίνα, em grego antigo: Σαλαμίς, Salamís) é uma ilha localizada ao sul de Pireu, antigo porto de Atenas, com cerca de 96 km2 de área e mais de 38 000 habitantes. Foi o local da Batalha de Salamina, o confronto naval decisivo para a Segunda Guerra Médica. Atualmente, não tem a importância econômica ou estratégica de outras eras, e pertence à divisão administrativa da capital grega.
O herói mitológico Ájax é apresentado nas lendas gregas como natural de Salamina.
O poeta trágico Eurípedes nasceu em Salamina em 485 a.C.

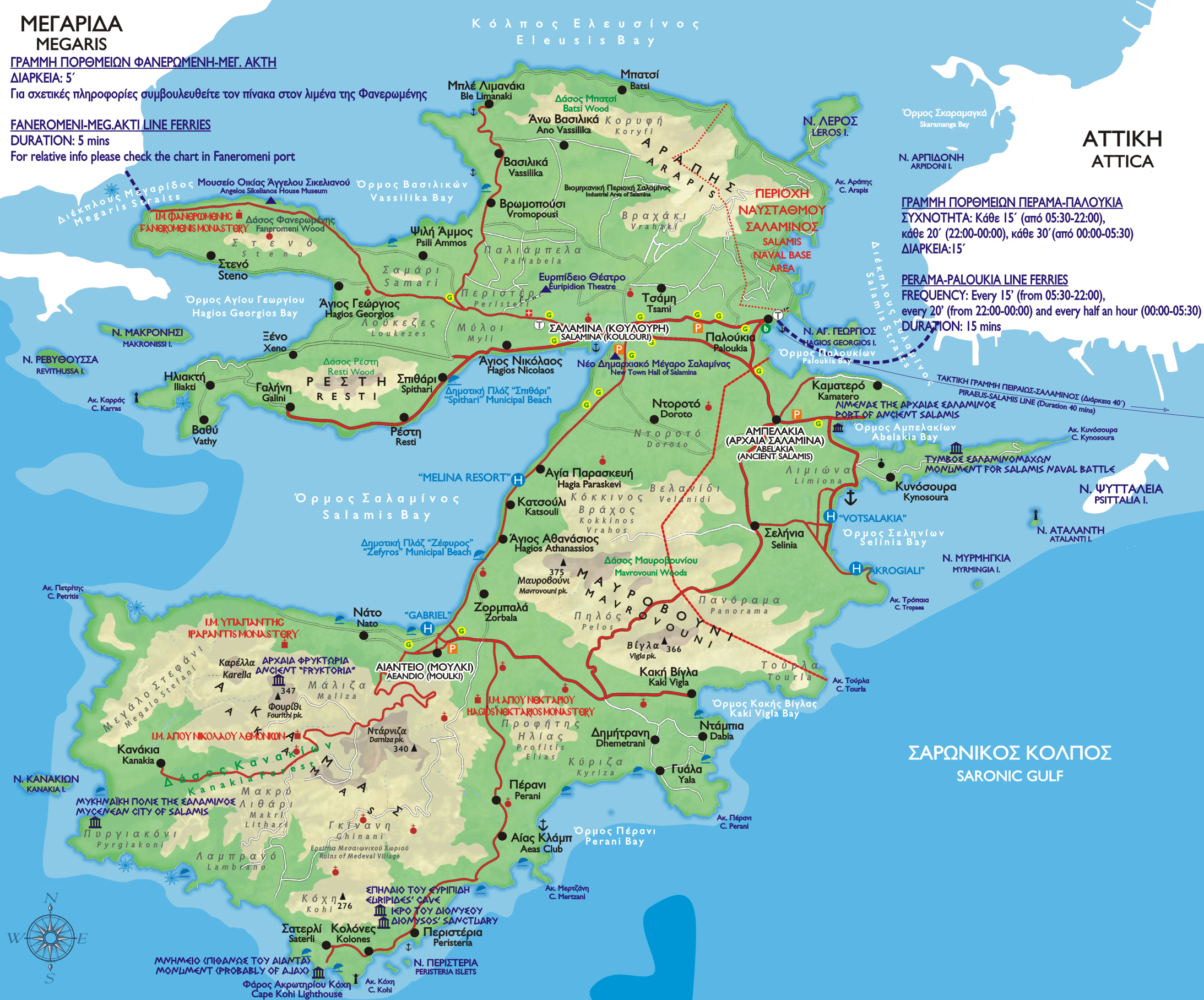
Mapa de Salamina